# 053K型导弹护卫舰
053K型护卫舰（北约称为：Jiangdong class frigate，江东级护卫舰）是为搭载“红旗”61型 (HQ-61) 防空导弹的实验性军舰，是中国人民解放军海军首次装备舰对空导弹的军舰。之后研制发展053H型护卫舰的舰体为类似的设计。

## 设计背景
1949年中华人民共和国建国以后，建立不久的中国人民解放军海军装备的护卫舰主要是原苏联提供技术生产的01型护卫舰以及自行设计建造的065型护卫舰，而且数量均很少。另外装备有少量原国民党政府海军起义舰只以及日本侵华遗留下来的并修复的战损舰只，无法满足漫长海岸线的防卫需要。因此提出了新的053型护卫舰需求。1970年代，由于051型驱逐舰设计只装备反舰导弹，受到国民党空军对于台湾海峡制空权的威胁，需要一款能为海军舰艇提供有效防空能力的军舰，由此诞生了053K型护卫舰。北约将其命名为江东级。 原本053K型护卫舰和051型驱逐舰几乎是同一时期列入研制计划的，后来053K型研制进展不顺利，使得051型的防空能力成为问题。

## 研制情况
053K型护卫舰是1967年批准研制的海军重点装备之一，1970年正式批准053技术战术任务书。053K型设计采用平甲板船型，该舰船型与发动机的设计均为后来的053H型护卫舰所采用。053K型护卫舰配备有包括舰对空导弹，舰炮，对潜火箭深弹等多种火力配备。其中最主要的是红旗-61 (HQ-61) 舰对空导弹，使得该舰为中国人民解放军海军提供了期待已久的防空能力。发射装置采用双联发射架，不过受限于HQ-61的性能还不成熟，研制进度延迟，导致1975年3月舰体建造完成交付编入海军序列后尚无法装舰，直到1986年才进行海上打靶试验，并于1988年定型。特别是其配套的381型三坐标雷达对海面杂波的抗干扰能力较差，使得该舰对于低空目标的交战性能较差。另外，HQ-61是基于陆基地对空导弹基础上研制，导弹暴露的海洋环境下，影响了导弹的可靠性。 该舰配备的主炮为当时新型的79式双联装100毫米/56倍口径舰炮，与后来的053H1型护卫舰相同。近程防空主要依赖新装备的76式双联装37毫米口径高炮。这些火炮也是中后期型053H型护卫舰系列的通用装备。
由于采用了多项新装备和新的设计，部分系统定型迟迟不能完成，并且其主要装备HQ-61的性能不足，比如由于导弹射程太近，无法提供区域防空能力，直到现代级驱逐舰服役才彻底解决了解放军海军舰队防空的问题。该型舰船并没有大量建造。只完工了1艘“鹰潭”舰 (最初舷号222, 后改为531)，入役后作为实验舰，另有2号舰 (舷号532) 完成了船体，并未有证据证明其装备了防空导弹系统以及相关雷达，532舰交付海军没有正式列装，编入东海舰队护卫舰第六支队，因长期搁置船体严重锈蚀，配套设备不能装齐，最终提前退出海军序列。

## 服役情况
由于防空导弹研发进度延迟，053K型护卫舰研制分两期工程。一期工程完成舰体和其它基本设施后，先交付入役。二期工程继续完成舰上缺装系统，531舰在1976年至1986年进行相关试验。1980年代后期，南沙群岛冲突一触即发的情况下，作为当时中国海軍唯一装备舰对空导弹的舰艇，531“鹰潭”舰担负起了防空实验舰的任务，并对后期防空舰艇的发展提供了宝贵的经验。
1988年3月14日由东海舰队派出的531“鹰潭”舰参加了赤瓜礁海战（据当时海战指挥员陈伟文以及531舰指挥员徐友法的回忆，531舰没带导弹 ）。
1980年代由于外部环境改善，特别是随着比HQ-61性能更优秀的法制“海响尾蛇”防空导弹（国产型号HQ-7）的引进，鹰潭舰已完成相关实验性的使命，并且由于作为当时解放军唯一的防空舰使用过度，多项设备经受试验已到寿命，状况欠佳。随着新型护卫舰的服役，在1990年代初该舰退出现役，作为爱国主义教育基地保留在青島的中国海军博物馆。

## 同型艦
| 舷号 | 舰名           | 建造船厂   | 开工时间   | 下水时间       | 入役时间      | 服役舰队 | 退役          | 备注                                                                                              |
| ---- | -------------- | ---------- | ---------- | -------------- | ------------- | -------- | ------------- | ------------------------------------------------------------------------------------------------- |
| 531  | 鷹潭           | 沪东造船厂 | 1970年7月  | 1971年10月24日 | 1975年3月15日 | 东海舰队 | 1994年7月15日 | 1号舰，完成第一期工程状态1975年3月入役 1986年完成二期工程。                                       |
| 532  | （退役未命名） | 求新造船厂 | 1971年10月 | 1977年5月29日  | 1977年7月12日 | 东海舰队 | 1986年6月     | 2号舰，交付时仅完成一期工程。 后因配套舰载武器设备不能装齐和长期搁置管路锈蚀严重，1986年6月退役。 |

## 注解
1. ↑  なお、艦対艦ミサイル装備型として開発されたのが053H型（江滬I型）である。
2. ↑  のちに江衛I型（053H2G型）に搭載された発射機は、ミサイルを円筒形キャニスターに収容した6連装型となっている。
3. ↑  陈伟文将军回忆南沙海战(2) （页面存档备份，存于），现代舰船。
4. ↑  原531舰政委谈3-14海战 （页面存档备份，存于），新浪军事专访。

## 内部链接
- 中國人民解放軍海軍軍艦列表